# Famille Ogier
Pour les articles homonymes, voir Ogier.
La famille Ogier est une famille de la noblesse française. Elle est originaire des provinces de Champagne et de Bretagne.

## Personnalités
- Charles Ogier (1595-1654) : littérateur, poète latin et diplomate
- François Ogier (1597-1670) : ecclésiastique et écrivain
- Charles Ogier de Baulny : conseiller d'État et privé du roi
- Pierre-François Ogier (1665-1735) : conseiller du roi en ses conseils, receveur général du Clergé de France et Grand Audiencier de France
- Thomas Ogier de Baulny' (1688-1763), brigadier, exempt des gardes du corps du roi, mestre de camp de cavalerie et chevalier de l'ordre de Saint-Louis
- Jean-François Ogier (1703-1775) : magistrat, ambassadeur et collectionneur de minéraux
- Paul-Jean-Baptiste Ogier d'Ivry (1712-1773) : Grand Audiencier de France, conseiller du roi en ses conseils
- Étienne Thomas Ogier de Baulny (1747-1794), mousquetaire de la première compagnie de la Garde du roi, mort guillotiné le 4 février 1794
- Gérauld Rosalie Ogier d'Ivry de Vanssay (1761-1845), officier de dragons, maire de Saint-Pavace de 1816 à 1823, adjoint au maire du Mans. Créé baron de l'Empire le 2 janvier 1814
- Amedée Ogier de Baulny (1780-1851) : officier de la garde royale de Louis XVIII, le rejoint à Gand, capitaine de cavalerie, maire de Coulommiers de 1840 à 1844
- Charles Ogier de Baulny (1826-1913), avocat, premier expérimentateur de moissonneuse à vapeur en France
- Édouard Ogier d'Ivry (1843-1902) : militaire et homme de lettres
- Henri Ogier d'Ivry (1845-1901) : militaire et homme de lettres[3]
- Fernand Ogier de Baulny (1839-1870) : entomologiste
- Étienne Ogier de Baulny (1908-1993) : colonel de cavalerie dans la Légion étrangère ayant pris part au putsch des généraux

## Galerie

Portrait de Charles Ogier (1595-1654)
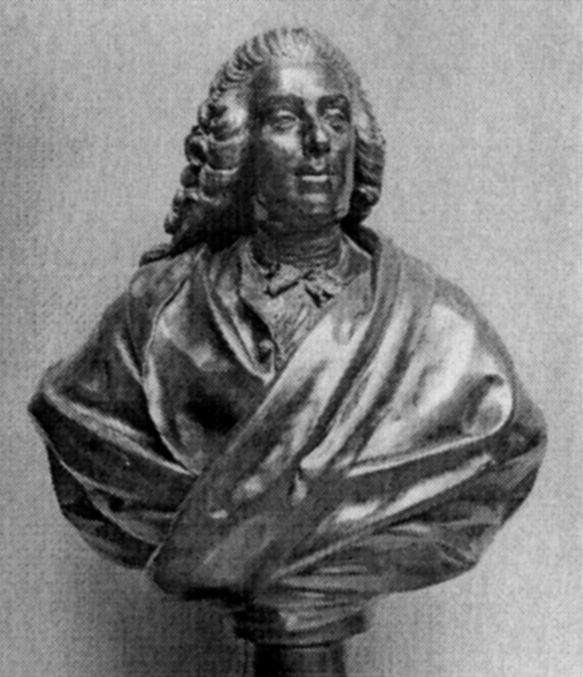
Buste de Jean-François Ogier (1703-1775)
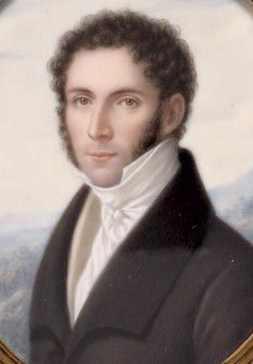
Portrait du vicomte Alfred Ogier d'Ivry (1817-1876)
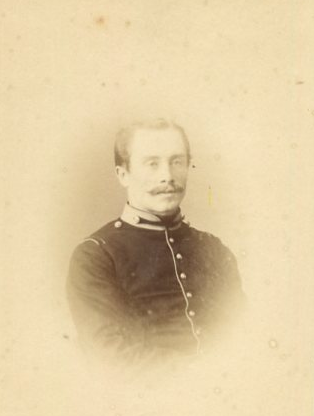
Photographie d'Édouard Ogier d'Ivry (1843-1902)
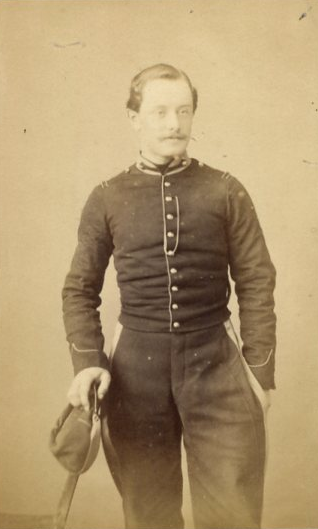
Photographie d'Henri Ogier d'Ivry (1845-1901)
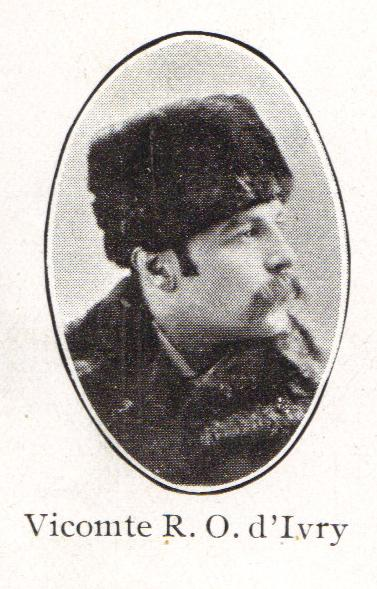
Photographie du vicomte Raoul Ogier d'Ivry (1864-1952)

## Alliances
Les principales alliances de la famille Ogier sont : de Nicolaÿ (1836), Huchet, Huvier du Mée, Menjot d'Elbenne, Perrin de Boislaville, Dessöffy de Csernek et Tarko, de Sinéty, Pinon, Amyot d'Inville, Hurault de Gondrecourt de Ligny, Lyautey de Colombe, de Lorgeril, d'Argouges, Pinczon du Sel, de Lesquen du Plessis-Casso, du Plessis de Grenédan, de Chambray, de Mellon, de Maurepas, de Montesson, d'Harcourt, Nigot de Saint Sauveur , Lebref, de Vanssay (1980), d'Harcourt (2011).

## Demeures
- Château de Passay (Sillé-le-Philippe)
- Château de Chanteloup (Sillé-le-Philippe)
- Château de Chêne-de-Coeur (Saint-Pavace)[5]